# Séchault

Séchault este o comună în departamentul Ardennes din nordul Franței. În 1 ianuarie 2022 avea o populație de 60 de locuitori.